# 大塚桂
大塚 桂（おおつか かつら、1960年11月5日 - 2014年11月30日）は、日本の政治学者。専攻は、政治学原論、政治思想史。主な研究分野は、国家論。
神奈川県生まれ。1984年日本大学法学部卒業。その後、日本大学大学院法学研究科博士後期課程単位取得退学。日本大学助手、駒澤大学講師・助教授を経て、駒澤大学法学部教授を務めた。

## 著書

### 単著
- 『政治学原論序説 政治における制度と行動』勁草書房、1994年8月
- 『フランスの社会連帯主義 L.デュギーを中心として』成文堂、1995年3月
- 『政治哲学入門 政治・共同体・イデオロギー』法律文化社、1997年4月
- 『ラスキとホッブハウス イギリス自由主義の一断面』勁草書房、1997年8月
- 『現代国家へのアプローチ』成文堂、1998年6月
- 『多元的国家論の展開  原田鋼・岩崎卯一をめぐって』法律文化社、1999年11月
- 『多元的国家論の周辺』信山社、2000年10月
- 『近代日本の政治学者群像 政治概念論争をめぐって』勁草書房、2001年12月
- 『明治国家の基本構造 帝国誕生のプレリュード』法律文化社、2002年12月
- 『明治国家と岩倉具視』信山社、2004年6月
- 『明治維新の思想』成文堂、2005年12月
- 『ヨーロッパ政治理念の展開』信山社、2006年7月
- 『日本の政治文化』勁草書房、2008年9月

### 編著
- 『政治学へのいざない』大塚桂編、成文堂、1998年4月
- 『法学への架橋』大塚桂編、成文堂、2002年4月
- 『日本の政治学』大塚桂編著、法律文化社、2006年4月